# Maurilia heterochroa
Maurilia heterochroa är en fjärilsart som beskrevs av George Francis Hampson 1905. Maurilia heterochroa ingår i släktet Maurilia och familjen trågspinnare. Inga underarter finns listade i Catalogue of Life.